# Pelistega ratti
Pelistega ratti es una especie de bacteria gramnegativa del género Pelistega. Fue descrita en el año 2021. Su etimología hace referencia al animal de género Rattus. Es anaerobia facultativa e inmóvil. Tiene un tamaño de 0,4-0,6 μm de ancho por 0,8-0,9 μm de largo. Forma colonias convexas, opacas, circulares, lisas y de color blanco lechoso tras 24 horas de incubación. Crece en agar sangre, BHI y MacConkey. Temperatura de crecimiento entre 25-42 °C, óptima de 37 °C. Catalasa y oxidasa positivas. Tiene un genoma de 2,3 pb y un contenido de G+C de 37,3%. Se ha aislado de heces de Rattus norvegicus en China.